# Bergtjärnen (Säters socken, Dalarna)
Bergtjärnen är en sjö i Säters kommun i Dalarna och ingår i Dalälvens huvudavrinningsområde.